# Marseille-Relief

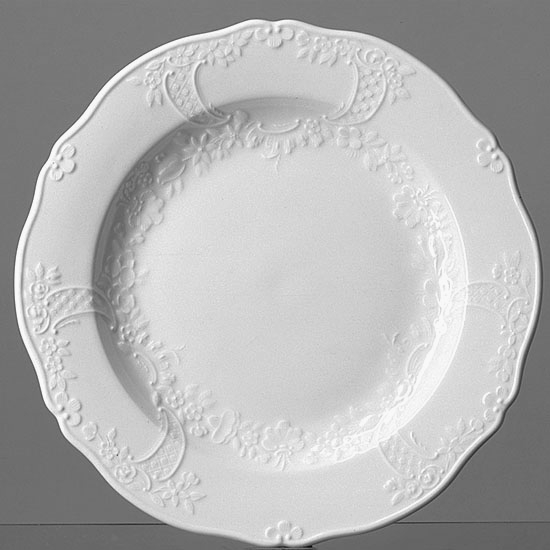
Speiseteller mit Marseille-Relief

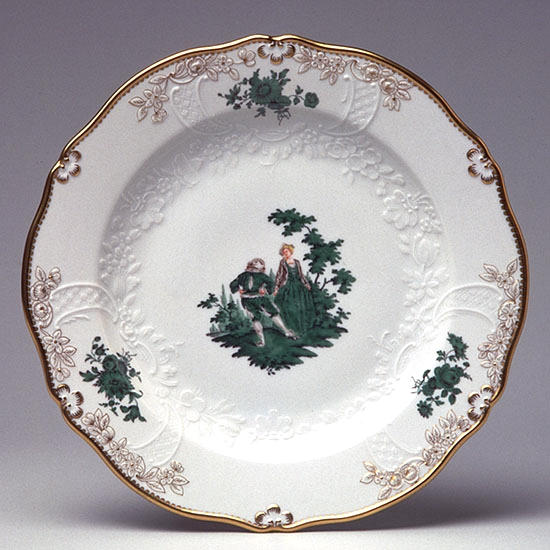
Speiseteller mit Marseille-Relief und Watteaumalerei

Marseille-Reliefzierat ist ein beliebter Reliefdekor auf Meissener Porzellan, der zwischen 1743 und 1745 von Johann Joachim Kändler entworfen wurde. Sein Entwurf steht vermutlich mit der holländischen Fayencemalerei in Verbindung, bei der es bereits eine Dekoration mit Füllhornmotiv (décor à la corne) gab. Der Reliefdekor zeigt florale Elemente, die sich ungezwungen und spielerisch auf den Geschirren ausbreiten und diese in eine heitere Eleganz einbeziehen. Der Tellerspiegel verliert sich randwärts in einem aus Rocaillen, Blumen- und Blätterranken bestehenden Kranz, aus dem sechs Füllhörner rocailleartig aufsteigen. Sie begrenzen drei hauptsächlich auf der Fahne liegende Kartuschen und verstreute Blüten, die den äußeren Abschluss der Kartuschen bilden. Wegen seiner Eleganz und Festlichkeit wird der Reliefdekor mit kostbaren Malereien, z. B. Watteaumalerei, ausgestattet. Der heute produzierte Marseille-Reliefzierat, auch Neumarseille bezeichnet, ist gegenüber dem ursprünglichen Design etwas feingliedriger und stärker auf die Hauptlinien zusammendrängt.